# Ids Willemsma
Ids Willemsma (Akkrum, 8 augustus 1949) is een Nederlandse beeldhouwer.

## Leven en werk
Willemsma volgde een opleiding aan de Academie Vredeman de Vries in Leeuwarden (1969-1972). Kenmerkend voor zijn werk als beeldhouwer zijn de grote stalen beelden die op meerdere plaatsen in Noord-Nederland zijn geplaatst. Naast beeldhouwer is hij actief als tekenaar.
Hij werkt in Oosterwierum.

## Werken in de openbare ruimte (selectie)
- Paal (1986), Pieter Stuyvesantweg in Leeuwarden
- Zonder titel (1987), Tweebaksmarkt/Oude Oosterstraat, Leeuwarden
- Herdenkingsmonument (1988) op de Dam in Leek
- It tempeltsje op'e dyk (1993), Marrum
- De Pijl (1993), Ureterp
- Boog (1994) aan De Drift in Drachten
- De Stap (1996), Harlingerweg, Franeker
- Zonder titel (1996), Ternaard
- De Brug (1997), Schoonoord
- Man-vrouw toren (1998), Sneek
- Ielkearen (2004), De Burd, Heeg
- Útsjochpunt (2004), Weperbult, Oosterwolde
- Toegangspoort slottuin (2010), Rijs

## Fotogalerij

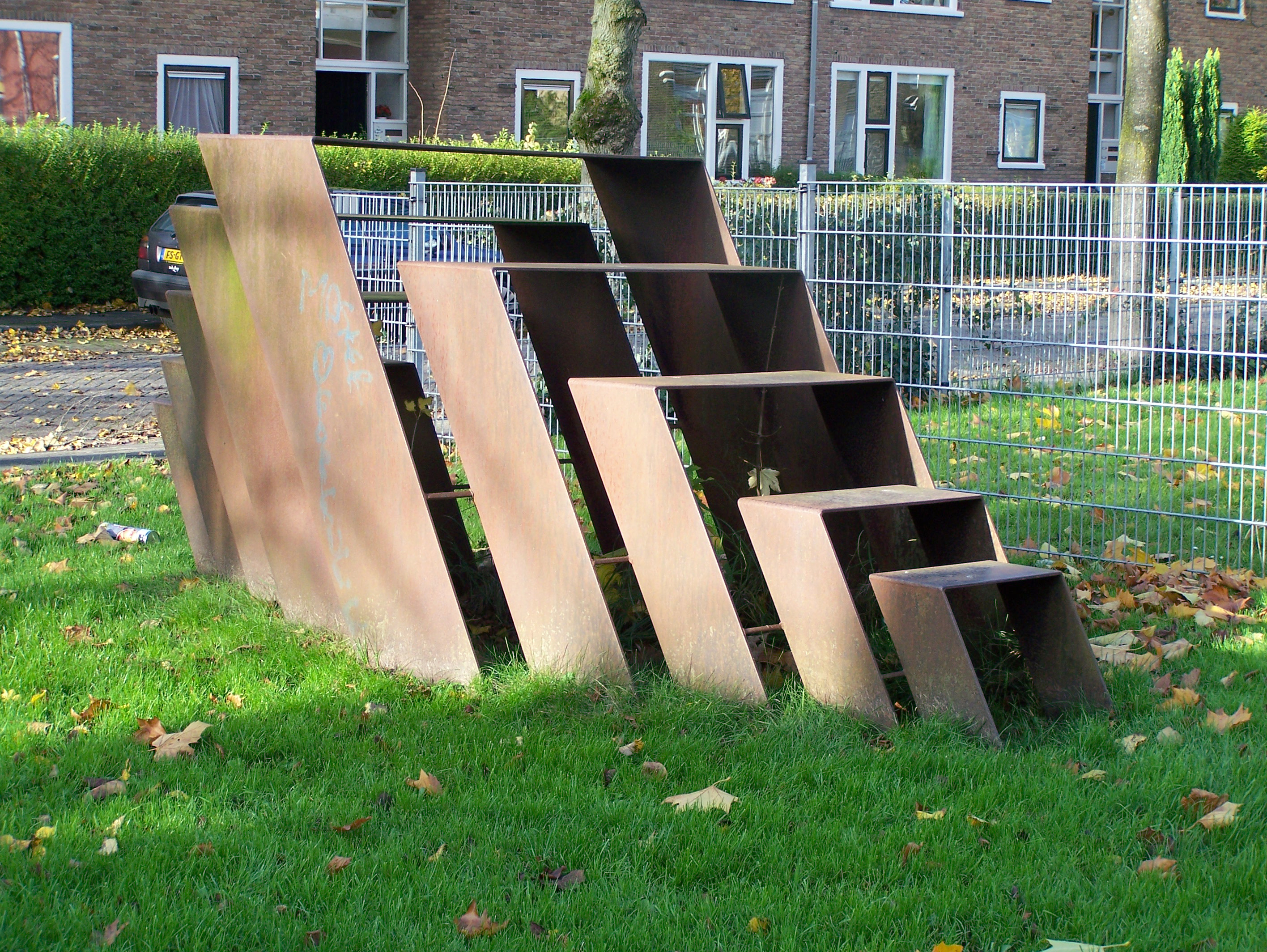
Zonder titel (1973), Leeuwarden
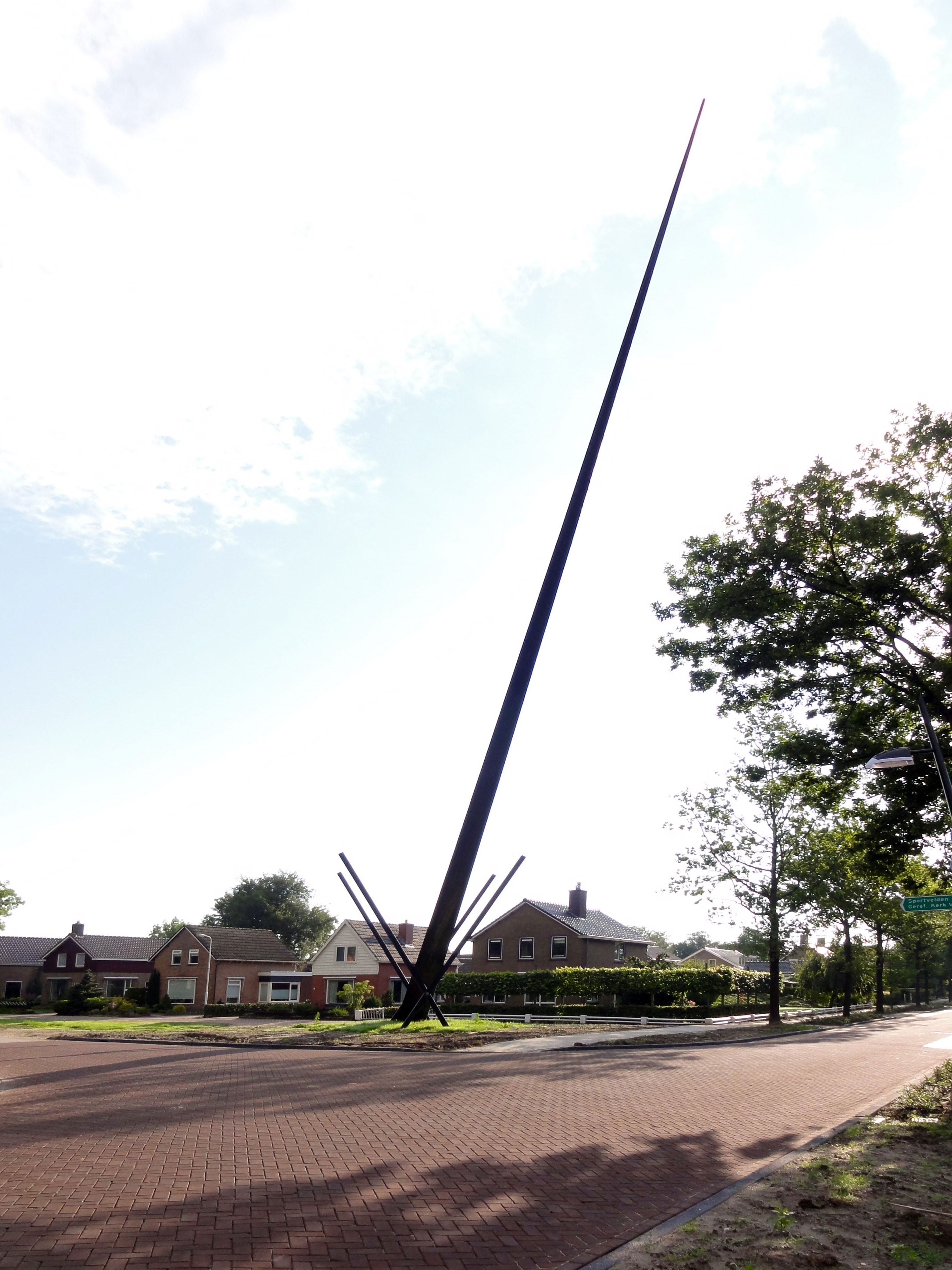
De Pijl (1993), Ureterp
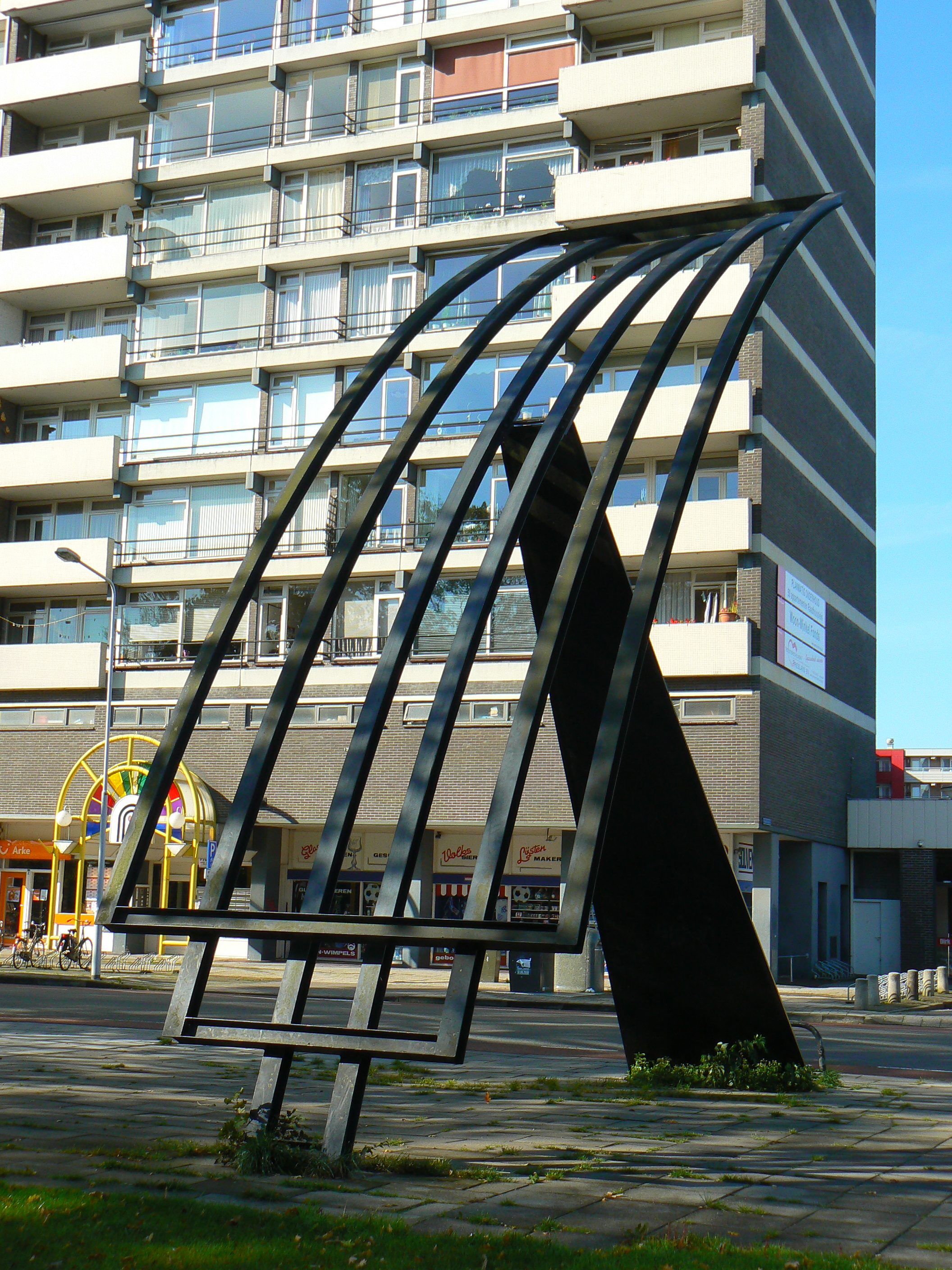
Boog (1994), Drachten
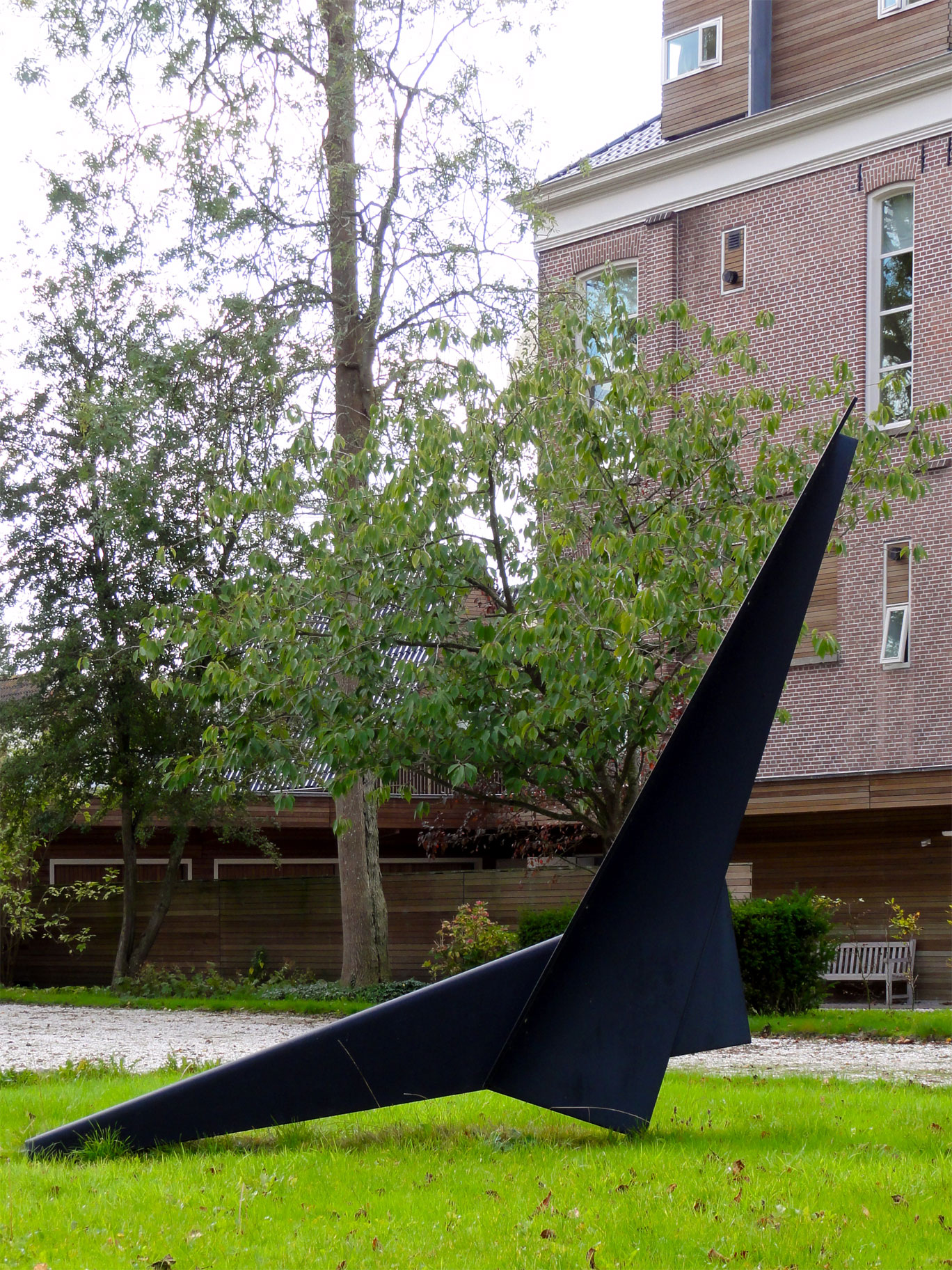
Zonder titel (1996), Ternaard
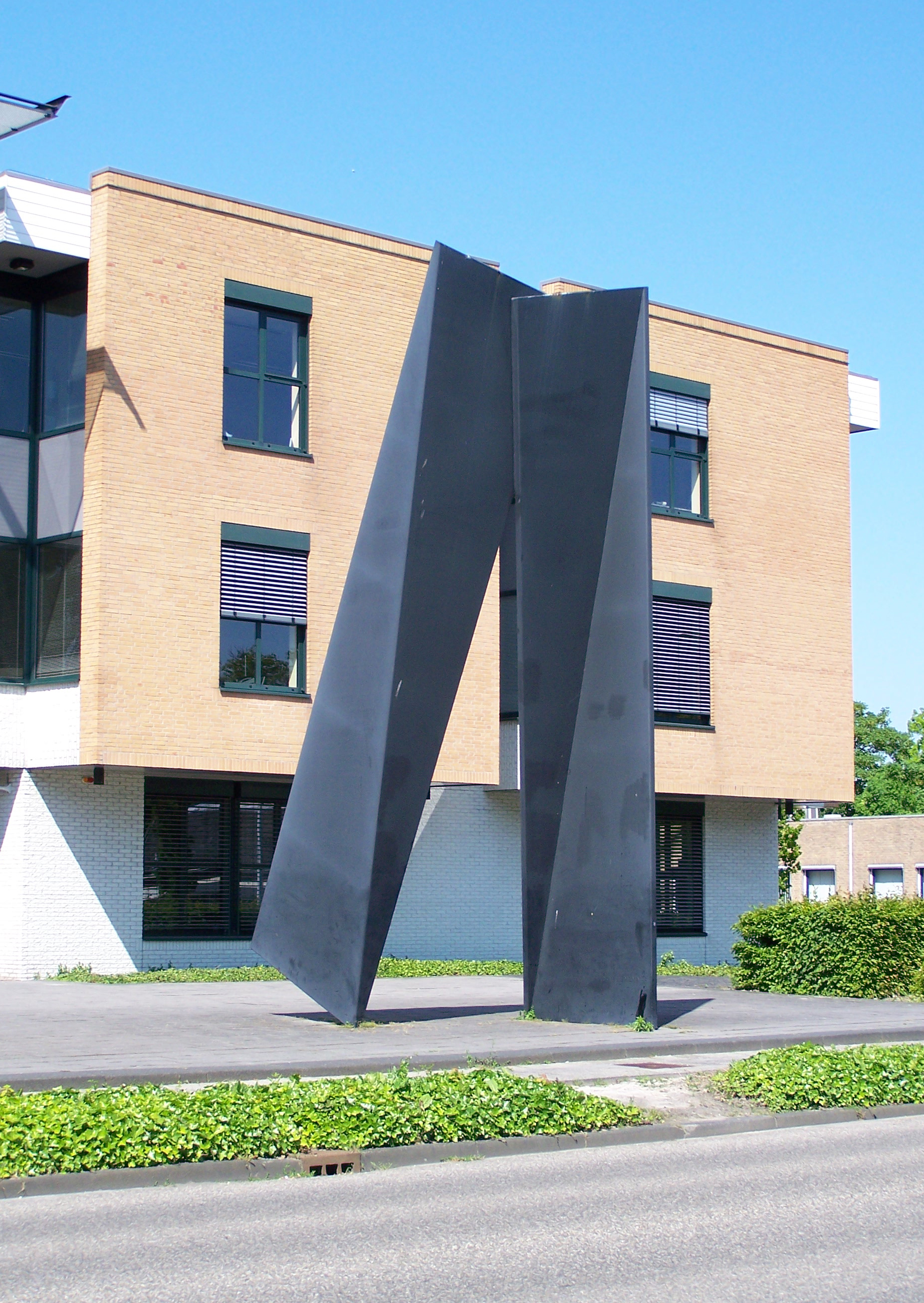
De Stap (1996), Franeker
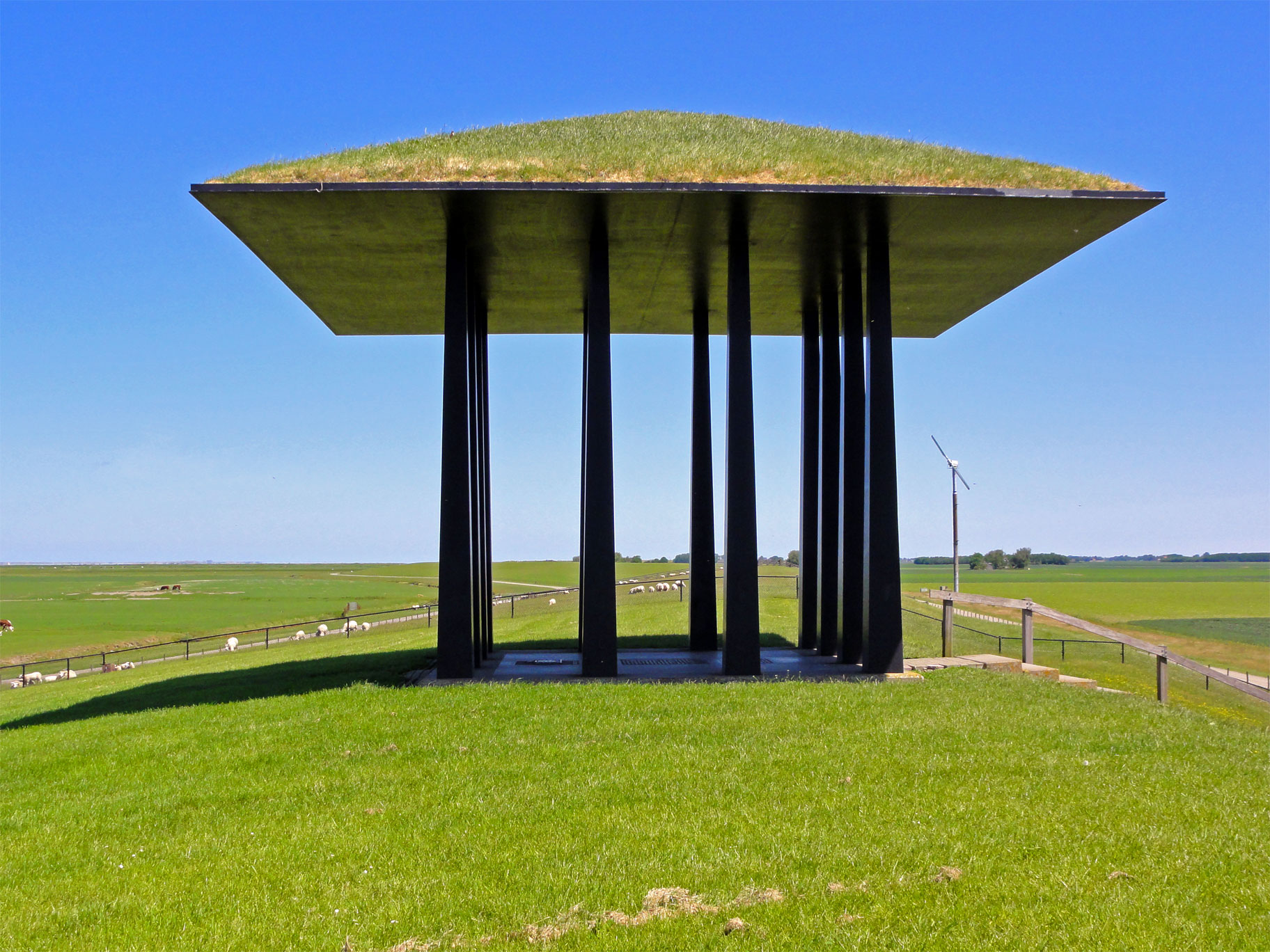
Tempeltje (1993) nabij Marrum
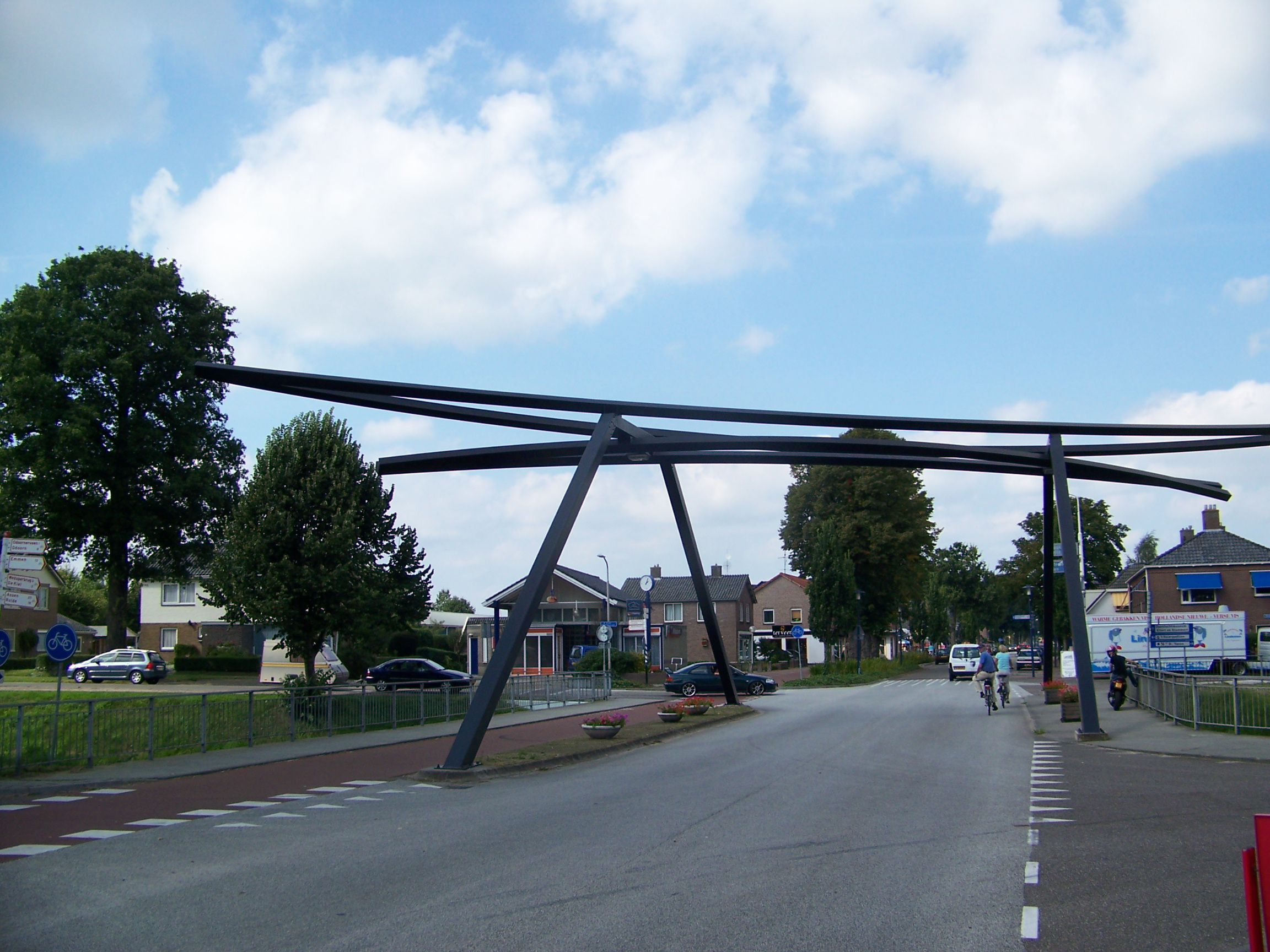
De Brug (1997), Schoonoord
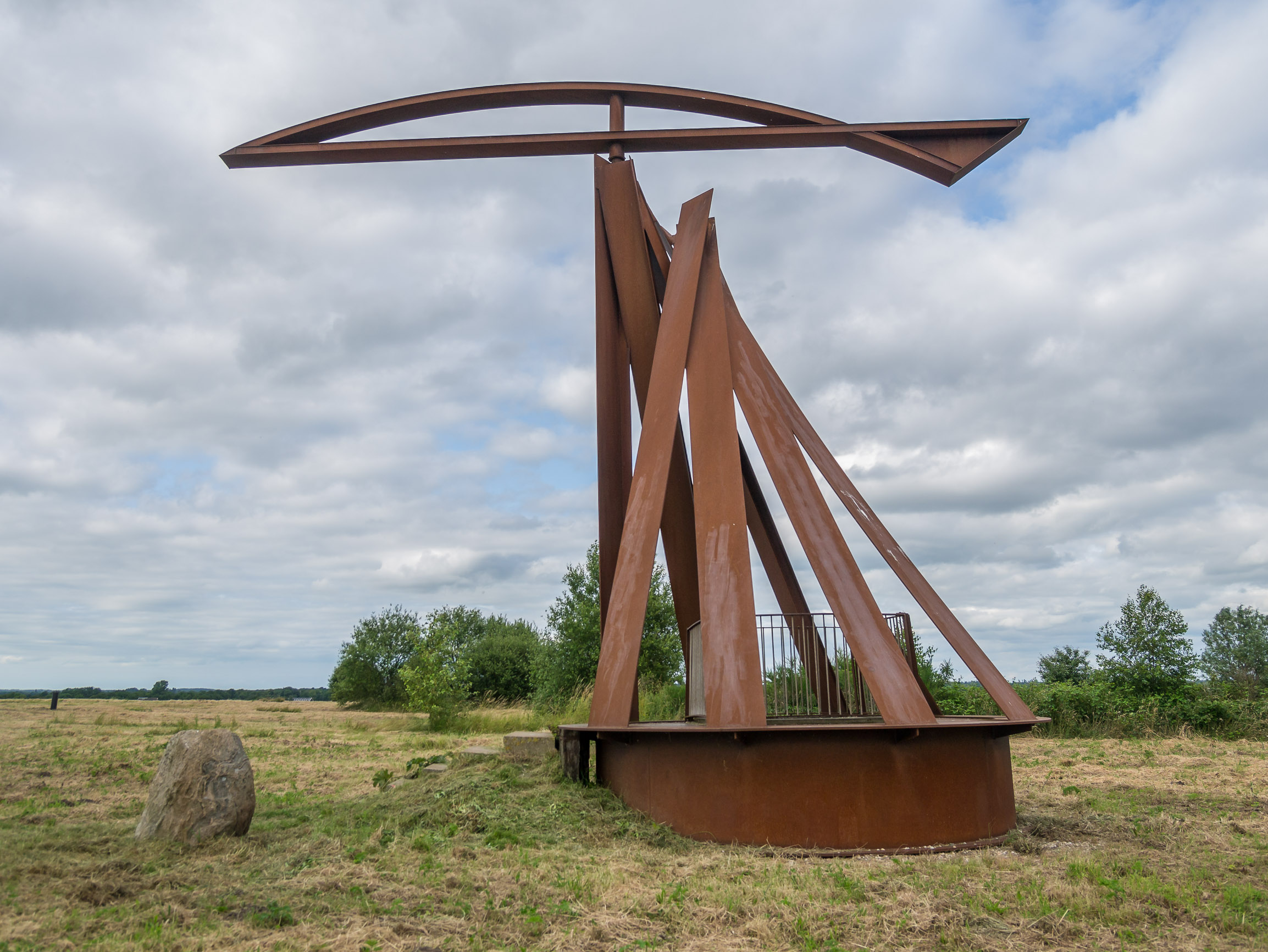
Útsjochpunt (2004), Weperbult
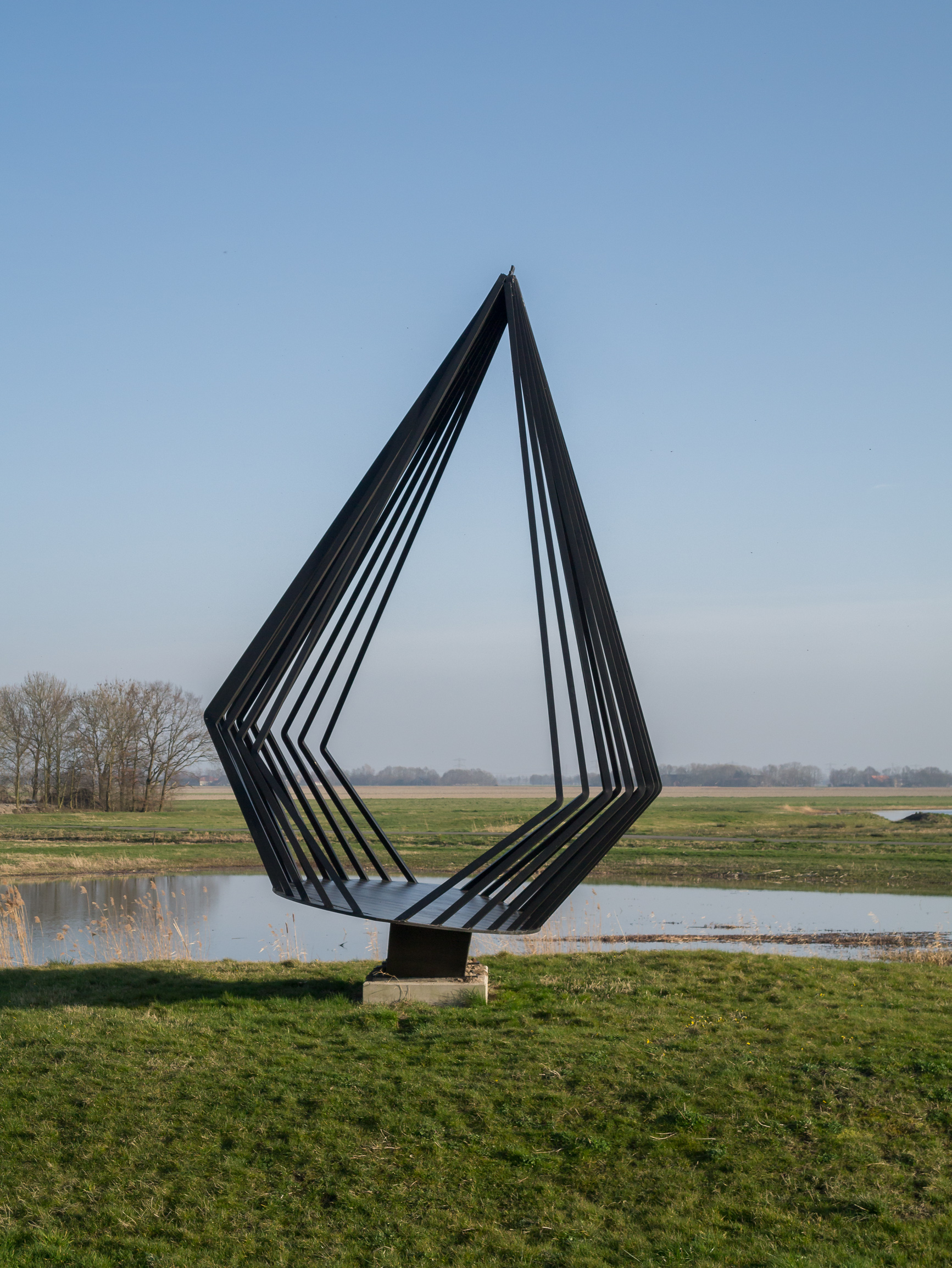
Nationaal Binnenvaart Monument (2009), Schokland